# Eleição municipal de Cabo Frio em 2020
A eleição municipal de Cabo Frio em 2020 ocorreu no dia 15 de novembro (primeiro turno), com o objetivo de eleger um prefeito, um vice-prefeito, e 17 vereadores responsáveis pela administração da cidade para o mandato a se iniciar em 1° de janeiro de 2021 e com término em 31 de dezembro de 2024. O prefeito titular foi Dr. Adriano, do DEM, que, pela legislação federal, esteve apto a disputar a reeleição.
Originalmente, as eleições ocorreriam em 4 de outubro (primeiro turno) e 25 de outubro (segundo turno, para os municípios acima de 200 mil eleitores), porém, com o agravamento da pandemia do novo coronavírus (SARS-CoV-2), causador da Covid-19, as datas foram modificadas com a promulgação da Emenda Constitucional nº 107/2020.
Em 15 de novembro de 2020, o ex-prefeito José Bonifácio, candidato do PDT, foi eleito pela terceira vez ao obter 44,75% dos votos válidos, contra 33,77% do deputado estadual Doutor Serginho, candidato do Republicanos, e 8,89% do ex-prefeito Marquinho Mendes, do MDB, que concorreu através de liminar. Com 3,74% dos votos válidos, o policial militar Capitão Diogo, candidato do PSDB, terminou na quarta colocação.
A vitória de Bonifácio nas urnas, porém, só foi confirmada em 19 de dezembro após o Tribunal Superior Eleitoral aceitar o recuso apresentado por ele, uma vez que teve o registro de candidatura indeferido pelo Tribunal Regional Eleitoral devido a rejeição das contas de sua gestão à frente da Secretaria de Saúde de Arraial do Cabo, em 2003.

## Contexto político e pandemia
As eleições municipais de 2020 foram marcadas, antes mesmo de iniciada a campanha oficial, pela pandemia do coronavírus SARS-CoV-2 (causador da COVID-19), o que está fazendo com que os partidos remodelem suas metodologias de pré-campanha. O Tribunal Superior Eleitoral (TSE) autorizou os partidos a realizarem as convenções para escolha de candidatos aos escrutínios por meio de plataformas digitais de transmissão, para evitar aglomerações que possam proliferar o vírus. Alguns partidos recorreram a mídias digitais para lançar suas pré-candidaturas. Além disso, a partir deste pleito, será colocada em prática a Emenda Constitucional 97/2017, que proíbe a celebração de coligações partidárias para as eleições legislativas, o que pode gerar um inchaço de candidatos ao legislativo. Conforme reportagem publicada pelo jornal Brasil de Fato em 11 de fevereiro de 2020, o país poderá ultrapassar a marca de 1 milhão de candidatos a prefeito, vice-prefeito e vereador neste escrutínio, o que não seria necessariamente bom, na opinião do professor Carlos Machado, da UnB (Universidade de Brasília):
| “         | Temos o hábito de criticar de forma intensa a coligação partidária, sem parar para refletir sobre os elementos positivos dela. O número de candidatos que um partido pode apresentar numa eleição, varia se ele estiver dentro de uma coligação, porque quando os partidos participam de uma coligação, eles são considerados como um único partido | ” |
| — Machado | |   |

## Candidatos à prefeitura
| Nº      | Prefeito(a)  | Prefeito(a)                | Prefeito(a)  | Prefeito(a)                                                                                                  | Vice-prefeito(a) | Vice-prefeito(a) | Vice-prefeito(a)                              | Vice-prefeito(a) | Vice-prefeito(a)                                 | Coligação Partido(s)                                                                          | Ref.   |
| Nº      | Candidato(a) | Candidato(a)               | Partido      | Cargos relevantes                                                                                            | Candidato(a)     | Candidato(a)     | Candidato(a)                                  | Partido          | Cargos relevantes                                | Coligação Partido(s)                                                                          | Ref.   |
| ------- | ------------ | -------------------------- | ------------ | --- | ---------------- | ---------------- | --------------------------------------------- | ---------------- | ------------------------------------------------ | --------------------------------------------------------------------------------------------- | ------ |
| 10      |              | Doutor Serginho            | Republicanos | - Deputado estadual do Rio de Janeiro (2019–2023)                                                            |                  |                  | Carlinho Pedregulho                           | Republicanos     | - Comerciante                                    | Aliança Para Reconstruir Cabo Frio Republicanos Solidariedade PL PROS DC PP PTB PRTB Patriota | [ 10 ] |
| 12      |              | José Bonifácio             | PDT          | - Vereador de Cabo Frio (1973–1977); - Prefeito de Cabo Frio (1977–1983; 1993–1996); - Economista            |                  |                  | Magdala de Tamoios                            | PODE             | - Empresária                                     | Juntos Por Um Novo Amanhã PDT PODE PT Cidadania PSB PCdoB REDE PV Avante                      | [ 10 ] |
| 15      |              | Marquinho Mendes           | MDB          | - Prefeito de Cabo Frio (2005–2012; 2017–2018); - Deputado federal pelo Rio de Janeiro (2015–2017); - Médico |                  |                  | Jorginho da Q'Onda                            | MDB              | - Policial Militar                               | Juntos Pela Reconstrução PMB MDB                                                              | [ 10 ] |
| 17      |              | Rodrigo Gurgel             | PSL          | - Empresário                                                                                                 |                  |                  | Patrick Gaspar                                | PSL              | - Vigilante                                      | Sem coligação                                                                                 | [ 10 ] |
| 25      |              | Dr. Adriano                | DEM          | - Prefeito de Cabo Frio (2018–2020)                                                                          |                  |                  | Rafa Quilombola Rafaela Fernandes De Oliveira | DEM              | - Cantora e Compositora                          | Nada Resiste Ao Trabalho PSC DEM                                                              | [ 10 ] |
| 33      |              | Anderson Macleyves         | PMN          | - Servidor Público Municipal                                                                                 |                  |                  | Pamella Coutinho                              | PMN              | - Comerciária                                    | Sem coligação                                                                                 | [ 10 ] |
| 36      |              | Dirlei Pereira             | PTC          | - Jornalista e Redator                                                                                       |                  |                  | Fábio Góes                                    | PTC              | - Comerciante                                    | Sem coligação                                                                                 | [ 10 ] |
| 45      |              | Capitão Diogo              | PSDB         | - Policial Militar                                                                                           |                  |                  | Leandro Barreto                               | PSDB             | - Advogado                                       | Sem coligação                                                                                 | [ 10 ] |
| 50      |              | Professor Betinho          | PSOL         | - Professor de Ensino Superior                                                                               |                  |                  | Márcia Rodrigues                              | PSOL             | - Professora de Ensino Fundamental               | Sem coligação                                                                                 | [ 10 ] |
| 55      |              | Cris Fernandes             | PSD          | - Empresária                                                                                                 |                  |                  | Alexandre Bombadão                            | PSD              | - Comerciante                                    | Sem coligação                                                                                 | [ 10 ] |
| 80      |              | Prof. Fernando de Oliveira | UP           | - Servidor Público Federal                                                                                   |                  |                  | Thainá                                        | UP               | - Estudante, Bolsista, Estagiária e Assemelhados | Sem coligação                                                                                 | [ 10 ] |
| Fontes: |              |                            |              | |                  |                  |                                               |                  |                                                  |                                                                                               |        |

## Candidatos à vereança
A tabela a seguir apresenta o número de candidaturas em cada partido e federação, estando agrupados a partir de coligações na disputa do poder executivo. Ressalte-se que, desde a promulgação da Emenda Constitucional nº 97/2017, a coligação em eleições proporcionais não existe mais no Brasil, sendo demonstrada a coligação majoritária apenas a título de visualização agrupada.
| Coligação ao executivo                              | Partido ou federação | Partido ou federação | Candidatos     |
| --------------------------------------------------- | -------------------- | -------------------- | -------------- |
| Juntos Por Um Novo Amanhã (151 candidatos)          |                      | PDT                  | 26             |
| Juntos Por Um Novo Amanhã (151 candidatos)          |                      | Avante               | 26             |
| Juntos Por Um Novo Amanhã (151 candidatos)          |                      | PODE                 | 24             |
| Juntos Por Um Novo Amanhã (151 candidatos)          |                      | Cidadania            | 23             |
| Juntos Por Um Novo Amanhã (151 candidatos)          |                      | REDE                 | 20             |
| Juntos Por Um Novo Amanhã (151 candidatos)          |                      | PV                   | 19             |
| Juntos Por Um Novo Amanhã (151 candidatos)          |                      | PT                   | 11             |
| Juntos Por Um Novo Amanhã (151 candidatos)          |                      | PSB                  | Sem candidatos |
| Juntos Por Um Novo Amanhã (151 candidatos)          |                      | PCdoB                | Sem candidatos |
| Aliança Para Reconstruir Cabo Frio (143 candidatos) |                      | PL                   | 26             |
| Aliança Para Reconstruir Cabo Frio (143 candidatos) |                      | Solidariedade        | 24             |
| Aliança Para Reconstruir Cabo Frio (143 candidatos) |                      | PROS                 | 24             |
| Aliança Para Reconstruir Cabo Frio (143 candidatos) |                      | Republicanos         | 24             |
| Aliança Para Reconstruir Cabo Frio (143 candidatos) |                      | DC                   | 20             |
| Aliança Para Reconstruir Cabo Frio (143 candidatos) |                      | PRTB                 | 17             |
| Aliança Para Reconstruir Cabo Frio (143 candidatos) |                      | Patriota             | 6              |
| Aliança Para Reconstruir Cabo Frio (143 candidatos) |                      | PP                   | Sem candidatos |
| Aliança Para Reconstruir Cabo Frio (143 candidatos) |                      | PTB                  | Sem candidatos |
| Nada Resiste ao Trabalho (48 candidatos)            |                      | DEM                  | 25             |
| Nada Resiste ao Trabalho (48 candidatos)            |                      | PSC                  | 23             |
| Juntos Pela Reconstrução (28 candidatos)            |                      | MDB                  | 23             |
| Juntos Pela Reconstrução (28 candidatos)            |                      | PMB                  | 5              |
| Sem coligação                                       |                      | PMN                  | 26             |
| Sem coligação                                       |                      | PSL                  | 25             |
| Sem coligação                                       |                      | PSD                  | 24             |
| Sem coligação                                       |                      | PSDB                 | 10             |
| Sem coligação                                       |                      | PSOL                 | 6              |
| Sem coligação                                       |                      | PTC                  | 5              |
| Sem coligação                                       |                      | UP                   | 2              |
| Fontes:                                             |                      |                      |                |

## Resultados

### Prefeito
| Candidato(a) a prefeito  | Candidato(a) a prefeito         | Candidato(a) a vice-prefeito       | Primeiro turno 15 de novembro de 2020 | Primeiro turno 15 de novembro de 2020 |
| Candidato(a) a prefeito  | Candidato(a) a prefeito         | Candidato(a) a vice-prefeito       | Total                                 | Percentagem                           |
| ------------------------ | ------------------------------- | ---------------------------------- | ------------------------------------- | ------------------------------------- |
|                          | José Bonifácio (PDT)            | Magdala de Tamoios (PODE)          | 44.947                                | 49,12%                                |
|                          | Doutor Serginho (Republicanos)  | Carlinho Pedregulho (Republicanos) | 33.920                                | 37,07%                                |
|                          | Marquinho Mendes (MDB)          | Jorginho da Q'Onda                 | 8.928                                 | 8,89%                                 |
|                          | Capitão Diogo (PSDB)            | Leandro Barreto (PSDB)             | 3.753                                 | 4,01%                                 |
|                          | Rodrigo Gurgel (PSL)            | Patrick Gaspar (PSL)               | 3.486                                 | 3,81%                                 |
|                          | Cris Fernandes (PSD)            | Alexandre Bombadão (PSD)           | 1.830                                 | 2%                                    |
|                          | Dr Adriano (DEM)                | Rafa Quilombola (DEM)              | 1.231                                 | 1,35%                                 |
|                          | Dirlei Pereira (PTC)            | Fábio Góes (PTC)                   | 836                                   | 0,91%                                 |
|                          | Anderson Macleyves (PMN)        | Pamella Coutinho (PMN)             | 583                                   | 0,64%                                 |
|                          | Professor Betinho (PSOL)        | Marcia Rodrigues (PSOL)            | 562                                   | 0,61%                                 |
|                          | Prof. Fernando de Oliveira (UP) | Thainá (UP)                        | 356                                   | 0,39%                                 |
| Total de votos válidos   | Total de votos válidos          | Total de votos válidos             | 91.504                                | 91.504                                |
| Votos apurados           |                                 |                                    |                                       |                                       |
| Votos válidos            | Votos válidos                   | Votos válidos                      | 91.504                                | 83,04%                                |
| Votos em branco          | Votos em branco                 | Votos em branco                    | 3.352                                 | 3,04%                                 |
| Votos nulos              | Votos nulos                     | Votos nulos                        | 6.407                                 | 5,81%                                 |
| Total de votos apurados  | Total de votos apurados         | Total de votos apurados            | 110.191                               | 110.191                               |
| Eleitores                |                                 |                                    |                                       |                                       |
| Comparecimentos          | Comparecimentos                 | Comparecimentos                    | 110.191                               | 73,61%                                |
| Abstenções               | Abstenções                      | Abstenções                         | 39.510                                | 26,39%                                |
| Total de eleitores aptos | Total de eleitores aptos        | Total de eleitores aptos           | 149.701                               | 149.701                               |
| Total de seções: 435     |                                 |                                    |                                       |                                       |
| Fontes:                  |                                 |                                    |                                       |                                       |

### Composição da Câmara Municipal
|                          |                          |                 |                 |          |         |
| Nº                       | Partido                  | Votos populares | Votos populares | Assentos | ±       |
| Nº                       | Partido                  | Votos           | %               | Assentos | ±       |
| 10                       | Republicanos             | 11.493          | 12,63%          | 3        | 3       |
| 70                       | Avante                   | 9.805           | 10,77%          | 3        | 3       |
| 22                       | PL                       | 9.577           | 10,52%          | 2        | 2       |
| 27                       | DC                       | 9.515           | 10,45%          | 2        | 2       |
| 12                       | PDT                      | 8.909           | 9,79%           | 2        | Estável |
| 25                       | DEM                      | 7.318           | 8,04%           | 2        | 2       |
| 77                       | Solidariedade            | 5.409           | 5,94%           | 1        | 1       |
| 15                       | MDB                      | 5.303           | 5,83%           | 1        | 1       |
| 23                       | Cidadania                | 3.334           | 3,66%           | 1        | 1       |
| 20                       | PSC                      | 2.868           | 3,15%           | 0        | 3       |
| 19                       | PODE                     | 2.292           | 2,52%           | 0        | -       |
| 90                       | PROS                     | 2.267           | 2,49%           | 0        | -       |
| 55                       | PSD                      | 2.010           | 2,21%           | 0        | -       |
| 28                       | PRTB                     | 1.973           | 2,17%           | 0        | -       |
| 17                       | PSL                      | 1.967           | 2,16%           | 0        | -       |
| 18                       | REDE                     | 1.902           | 2,09%           | 0        | -       |
| 50                       | PSOL                     | 926             | 1,02%           | 0        | -       |
| 33                       | PMN                      | 869             | 0,95%           | 0        | -       |
| 80                       | UP                       | 848             | 0,93%           | 0        | -       |
| 45                       | PSDB                     | 752             | 0,83%           | 0        | -       |
| 43                       | PV                       | 550             | 0,6%            | 0        | -       |
| 13                       | PT                       | 495             | 0,54%           | 0        | -       |
| 35                       | PMB                      | 361             | 0,4%            | 0        | 1       |
| 36                       | PTC                      | 148             | 0,16%           | 0        | -       |
| 51                       | Patriota                 | 137             | 0,15%           | 0        | -       |
| Total de votos válidos   | Total de votos válidos   | 91.028          | 91.028          | 17       | 17      |
| Votos apurados           |                          |                 |                 | 17       | 17      |
| Total de votos válidos   | Total de votos válidos   | 91.028          | 82,61%          | 17       | 17      |
| Votos em branco          | Votos em branco          | 3.234           | 2,93%           | 17       | 17      |
| Votos nulos              | Votos nulos              | 4.354           | 3,95%           | 17       | 17      |
| Total de votos apurados  | Total de votos apurados  | 110.191         | 110.191         | 17       | 17      |
| Eleitores                |                          |                 |                 | 17       | 17      |
| Comparecimentos          | Comparecimentos          | 110.191         | 73,61%          | 17       | 17      |
| Abstenções               | Abstenções               | 39.510          | 26,39%          | 17       | 17      |
| Total de eleitores aptos | Total de eleitores aptos | 149.701         | 149.701         | 17       | 17      |
| Fontes:                  |                          |                 |                 |          |         |

### Vereadores eleitos
| Candidato(a) | Candidato(a)         | Partido       | Votos | Votos       | Cidade de origem      | Unidade federativa/País |
| Candidato(a) | Candidato(a)         | Partido       | Total | Percentagem | Cidade de origem      | Unidade federativa/País |
| ------------ | -------------------- | ------------- | ----- | ----------- | --------------------- | ----------------------- |
|              | Carol Midori         | DC            | 2.450 | 2,83%       | Rio de Janeiro        | Rio de Janeiro          |
|              | Luis Geraldo         | Republicanos  | 2.038 | 2,35%       | Cabo Frio             | Rio de Janeiro          |
|              | Alexandra Codeço     | Republicanos  | 1.760 | 2,03%       | Campos dos Goytacazes | Rio de Janeiro          |
|              | Adeir Novaes         | Republicanos  | 1.740 | 2,01%       | Cabo Frio             | Rio de Janeiro          |
|              | Rodolfo de Rui       | Solidariedade | 1.589 | 1,83%       | Cabo Frio             | Rio de Janeiro          |
|              | Léo Mendes           | DC            | 1.453 | 1,68%       | Rio de Janeiro        | Rio de Janeiro          |
|              | Thiago Vasconcelos   | Avante        | 1.329 | 1,53%       | Cabo Frio             | Rio de Janeiro          |
|              | Josias da Swell      | PL            | 1.279 | 1,48%       | Campos dos Goytacazes | Rio de Janeiro          |
|              | Miguel Alencar       | DEM           | 1.239 | 1,43%       | Rio de Janeiro        | Rio de Janeiro          |
|              | Davi Souza           | PDT           | 1.231 | 1,42%       | Cabo Frio             | Rio de Janeiro          |
|              | Oséias de Tamoios    | PDT           | 1.193 | 1,38%       | Campos dos Goytacazes | Rio de Janeiro          |
|              | Douglas Felizardo    | Avante        | 1.081 | 1,25%       | Cabo Frio             | Rio de Janeiro          |
|              | Roberto Jesus        | MDB           | 1.035 | 1,19%       | Rio de Janeiro        | Rio de Janeiro          |
|              | Jean da Auto Escola  | PL            | 977   | 1,13%       | Campos dos Goytacazes | Rio de Janeiro          |
|              | Atila da Ótica       | Avante        | 915   | 1,06%       | Cabo Frio             | Rio de Janeiro          |
|              | Alexandre da Colônia | DEM           | 875   | 1,01%       | Cabo Frio             | Rio de Janeiro          |
|              | Coronel Ruy França   | Cidadania     | 626   | 0,72%       | Rio de Janeiro        | Rio de Janeiro          |
| Fontes:      |                      |               |       |             |                       |                         |